# Nazionale maschile di pallanuoto della Colombia
La nazionale di pallanuoto maschile della Colombia è la rappresentativa colombiana nelle competizioni internazionali maschili di pallanuoto.

## Partecipazioni

### Mondiali
- Mondiali 1975: 16º posto